# Andrea di Bonaiuto
Andrea di Bonaiuto eller Andrea da Firenze, född omkring 1337, död omkring 1377, var en florentinsk målare.
Andrea utförde i Giottos efterföljd en svit stora figurrika fresker i Spanska kapellet i Santa Maria Novella samt i Campo santo i Pisa.